# Jonathan Fanton
Jonathan F. Fanton (* 1943 in Mobile, Alabama) ist ein US-amerikanischer Historiker und war von 2014 bis 2019 Präsident der American Academy of Arts and Sciences.

## Leben
Fanton wuchs in Connecticut auf und studierte an der Yale University Amerikanische Geschichte. Er promovierte 1978 zum Ph.D. an der Yale University, wo er auch später als Stabschef von Präsident Kingman Brewster und als Planungsdirektor im Rang eines Vizepräsidenten tätig war. Er war Direktor des Roosevelt House Public Policy Institute am Hunter College, von 1982 bis 1999 Präsident der New School for Social Research und von 1999 bis 2009 Präsident der John D. und Catherine T. MacArthur Foundation. Er ist ehemaliger Vorsitzender von Human Rights Watch, des Security Council Report, der Union Square Development Corporation und der New York State Commission on Independent Colleges and Universities. Fenton war zudem von 2014 bis 2019 Präsident der American Academy of Arts and Sciences, in die er 1999 gewählt worden war.

## Werke (Auswahl)
- Foundations and Civil Society, volumes I and II (2008)
- The University and Civil Society, volumes I and II (1995, 2002)